# IC28
O IC 28 é um itinerário complementar de Portugal que liga os concelhos de Ponte de Lima e Ponte da Barca. Trata-se da continuação da auto-estrada   A 27  (que liga Viana do Castelo e Ponte de Lima) em formato de via rápida, sem perfil de auto-estrada. Desenrola-se na região do Vale do Lima, paralelamente ao referido rio.
Possui um perfil transversal tipo de uma via por sentido, sendo o mesmo alargado para duas na zona dos nós de ligação.
Actualmente apenas o já referido troço, de 14 km, se encontra em serviço. O prolongamento do IC 28 até à fronteira espanhola do Lindoso é um desejo já da população local. No entanto, o pouco tráfego que flui pela actual N 203, a sua localização no Parque Nacional da Peneda-Gerês, bem como o custo associado não têm colocado a obra no topo das lista de prioridades, não se perspectivando a sua concretização a médio prazo.

## Estado dos Troços
| Troço                                          | Situação                | km |
| ---------------------------------------------- | ----------------------- | -- |
| Ponte de Lima ( A 3 / A 27 ) – Refoios do Lima | Em serviço (c. 1998)    | 3  |
| Refoios do Lima – Ponte da Barca               | Em serviço (24/10/2003) | 11 |
| Ponte da Barca – Lindoso                       | Pretensão               | 31 |

## Nós de Ligação

### Ponte de Lima - Ponte da Barca
| Número da Saída | km | Nome da Saída                           | Estrada que liga |
| --------------- | -- | --------------------------------------- | ---------------- |
|                 | 0  |                                         | A 27 ( 5)        |
| 6               | 0  | Braga Ponte de Lima (centro) Valença    | A 3              |
| 7               | 3  | Refoios do Lima                         | N 202            |
| 8               | 7  | zona industrial Lavradas - Padreiro     |                  |
| 9               | 14 | Ponte da Barca Arcos de Valdevez Monção | N 101            |